# VIA Rail
VIA Rail (ˈviə) — коронная корпорация, осуществляющая междугородную пассажирскую железнодорожную связь в Канаде. Существует с 1978 года. Сеть маршрутов VIA Rail связывает 159 железнодорожных станций по всей стране, от тихоокеанского до атлантического побережья и от южных границ до Гудзонова залива. Компания, насчитывающая около 3000 служащих и осуществляющая около 500 рейсов еженедельно, в 2010 году перевезла более 4 миллионов пассажиров.

## История
В годы после Второй мировой войны распространение автотранспорта и пассажирской авиации в Канаде привело к тому, что железнодорожные пассажирские перевозки начали становиться нерентабельными. В 1967 году две ведущие канадские железнодорожные компании — Canadian Pacific Railway и Canadian National Railways — поставили вопрос о полном отказе от пассажирских перевозок с тем, чтобы сосредоточиться на грузовых перевозках. Правительство Канады, рассматривающее железнодорожный пассажирский транспорт как необходимую услугу населению, согласилось покрывать 80 % убытков частных компаний, связанных с пассажирскими перевозками. Через десять лет, в 1977 году, либеральное правительство П. Э. Трюдо приняло решение о национализации пассажирских железнодорожных перевозок. Толчком к этому решению послужило успешное объединение железнодорожных компаний США в корпорацию Amtrak в 1971 году. Опыт Amtrak показывал, что объединение пассажирских перевозок в одну систему позволяет уменьшить расходы и повысить уровень обслуживания.
Первым президентом и генеральным директором новой коронной корпорации, начавшей работу в 1978 году, был назначен Дж. Фрэнк Робертс. В первые два года существования VIA Rail было завершено объединение пассажирских сетей Canadian Pacific и Canadian National. В дальнейшем началось сокращение и обновление штата и подвижного состава. С целью обновления подвижного состава канадской фирме Bombardier были заказаны новые вагоны класса LRC (Light, Rapid Comfortable), с 1981 года начавшие обслуживать маршруты в коридоре Монреаль-Торонто. В 1985 году были заказаны 20 новых локомотивов. В 2000 году подвижной парк корпорации был расширен почти на треть в результате заказа новейших вагонов для дальних рейсов и ещё 21 нового локомотива. Крупные массовые увольнения были произведены в 1981, 1990 и 2012 годах (последнее в результате трёхлетнего сокращения государственных субсидий на суммы в 41 миллион долларов), массовый набор персонала — в 1985 году.
В 1995 году VIA Rail стала первой наземной транспортной компанией, билеты на рейсы которой можно было заказать через системы заказа авиабилетов. В 2006 году на поездах VIA Rail стал доступен беспроводной Интернет.

## Подвижной состав
Подвижной состав VIA Rail
Подвижной состав VIA Rail состоит из 78 локомотивов и 396 пассажирских вагонов. На различных маршрутах используются спальные и сидячие вагоны.

### Локомотивы[4]
| Тип локомотива | В эксплуатации | Мощность   | Максимальная скорость | Годы выпуска | Производитель                          | Примечания          |
| -------------- | -------------- | ---------- | --------------------- | ------------ | -------------------------------------- | ------------------- |
| F40PH-2        | 53             | 3000 л. с. | 145—153 км/ч          | 1987—1989    | General Motors Electro-Motive Division |                     |
| P42DC          | 21             | 4250 л. с. | 160 км/ч              | 2001         | General Electric                       |                     |
| SW1000         | 2              | 1000 л. с. | 100 км/ч              | 1966—1967    | General Motors Electro-Motive Division | Маневровый тепловоз |

### Вагоны[4]
| Тип вагона                        | В эксплуатации | Сидячих мест | Спальных мест                                                                            | Годы выпуска | Производитель              | Примечания                                                                     |
| --------------------------------- | -------------- | ------------ | ---------------------------------------------------------------------------------------- | ------------ | -------------------------- | ------------------------------------------------------------------------------ |
| Galley Club                       | 10             | 56           | -                                                                                        | 1947—1949    | Budd Car Company/AMF       | Моторный вагон                                                                 |
| Coach (серия 4000)                | 23             | 68           | -                                                                                        | 1947—1953    | Budd Car Company/AMF       |                                                                                |
| Coach (серия 8000)                | 43             | 60—62        | -                                                                                        | 1946—1955    | Budd Car Company/SEPTA/AMF |                                                                                |
| Багажно-пассажирский (серия 5600) | 2              | 68           | -                                                                                        | 1954         | Canadian Car & Foundry     | Багажно-пассажирский; арендуется компанией Keewatin на маршруте Па-Пукатаваган |
| RDC-1                             | 3              | 90           | -                                                                                        | 1956—1958    | Budd Car Company           | Моторный вагон                                                                 |
| RDC-2                             | 2              | 70           | -                                                                                        | 1956—1958    | Budd Car Company           | Моторный вагон                                                                 |
| LRC Club (серии 3400 и 3600)      | 26             | 56           | -                                                                                        | 1984         | Bombardier                 | Лёгкий вагон (LRC); бизнес-класс                                               |
| LRC Coach                         | 72             | 68           | -                                                                                        | 1981—1984    | Bombardier                 | Лёгкий вагон (LRC)                                                             |
| Renaissance Club                  | 14             | 48           | -                                                                                        | 1995—1996    | Metropolitan Cammell       |                                                                                |
| Renaissance Coach                 | 33             | 48           | -                                                                                        | 1995—1996    | Metropolitan Cammell       |                                                                                |
| Ultra Dome                        | 3              | 71—74        | -                                                                                        | 2000         | Colorado Railcar           | Окна широкого обзора; резервируется для бизнес-класса                          |
| Café-Coach                        | 1              | 72           | -                                                                                        | 1954         | Canadian Car & Foundry     | Арендуется компанией Keewatin на маршруте Па-Пукатаваган                       |
| Château                           | 29             | -            | 23: 3 пары мест в боковых нишах 8 одноместных купе 3 двухместных купе 1 трёхместное купе | 1954         | Budd Car Company/AMF       | Моторный вагон                                                                 |
| Manor                             | 40             | -            | 22: 3 пары мест в боковых нишах 4 одноместных купе 6 двухместных купе                    | 1954—1955    | Budd Car Company/AMF       | Моторный вагон                                                                 |
| Renaissance (спальный)            | 57             | -            | 20: 10 двухместных купе                                                                  | 1995—1996    | Metropolitan Cammell       |                                                                                |
| Park                              | 14             | 24           | 9: 3 двухместных купе 1 трёхместное купе                                                 | 1954         | Budd Car Company/AMF       | Моторный вагон; сидячие места в панорамном ярусе                               |
| Renaissance (служебный)           | 20             | -            |                                                                                          | 1955         | Metropolitan Cammel        | Купе для персонала и для пассажиров-инвалидов                                  |
| Skyline                           | 16             | 48           | -                                                                                        | 1954—1955    | Budd Car Company/AMF       | Моторный вагон; вагон-ресторан и сидячие места в панорамном ярусе              |
| Ресторан                          | 13             | 48           | -                                                                                        | 1955         | Budd Car Company/AMF       | Вагон-ресторан                                                                 |
| Renaissance (ресторан)            | 3              | 48           | -                                                                                        | 1995—1996    | Metropolitan Cammell       | Вагон-ресторан                                                                 |
| Lounge                            | 1              |              | -                                                                                        | 1954         | Canadian Car & Foundry     | Вагон-ресторан и казино                                                        |

## Маршруты

Карта железных дорог Канады: красным и синим обозначены маршруты VIA Rail, голубым — дочерней компании Keewatin Railway

VIA Rail обслуживает восемь из десяти канадских провинций, за исключением Острова Принца Эдуарда и Ньюфаундленда и Лабрадора. Общая протяжённость маршрутов VIA Rail составляет 12 500 км, из которых компании принадлежат лишь 223 километра путей, а остальные используются по договорённости с компаниями грузовых железнодорожных перевозок, которым принадлежат эти пути. Самый длинный маршрут, обслуживаемый компанией, — The Canadian, соединяющий Торонто и Ванкувер: его протяжённость составляет 4451 километр, а время в пути — 73 часа. Рейсы по этому маршруту отправляются три раза в неделю (с ноября 2012 года в сезон низкого спроса количество рейсов сокращается до двух в неделю). До 1990 года самым длинным был маршрут Super Continental, соединяющий Монреаль и Ванкувер
В центральных и западных провинциях VIA Rail осуществляет связь между Виннипегом и Черчиллом (Манитоба); Джаспером (Альберта) и Принс-Рупертом (Британская Колумбия); Викторией и Кортни (Британская Колумбия).
В восточных провинциях компания выполняет пассажирские перевозки между Монреалем и Галифаксом шесть раз в неделю (три раза в неделю начиная с ноября 2012 года) и между Монреалем и Гаспе (Квебек) три раза в неделю.
Основная масса перевозок VIA Rail осуществляется в коридоре Торонто-Монреаль. Именно на эти маршруты, захватывающие также Оттаву, приходится 80 % ежегодного пассажиропотока VIA Rail и около 430 из 500 регулярных еженедельных рейсов. Поезда VIA Rail также соединяют Торонто и Монреаль с отдалёнными населёнными пунктами на севере Квебека и Онтарио по специально утверждаемым правительством графикам и маршрутам. В число предписанных пунктов назначения входят Уайт-Ривер в Онтарио, Сеннетер и Жонкьер в Квебеке. В 2012 году был снижен объём перевозок VIA Rail в юго-западной части Онтарио; образовавшуюся нишу, как предполагается, заполнит корпорация GO Transit.
С 1999 года, помимо железнодорожных перевозок, компания также осуществляет челночную автобусную связь AirConnect между железнодорожной станцией Монреаля и международным аэропортом им. Трюдо.